# Porta–aguja

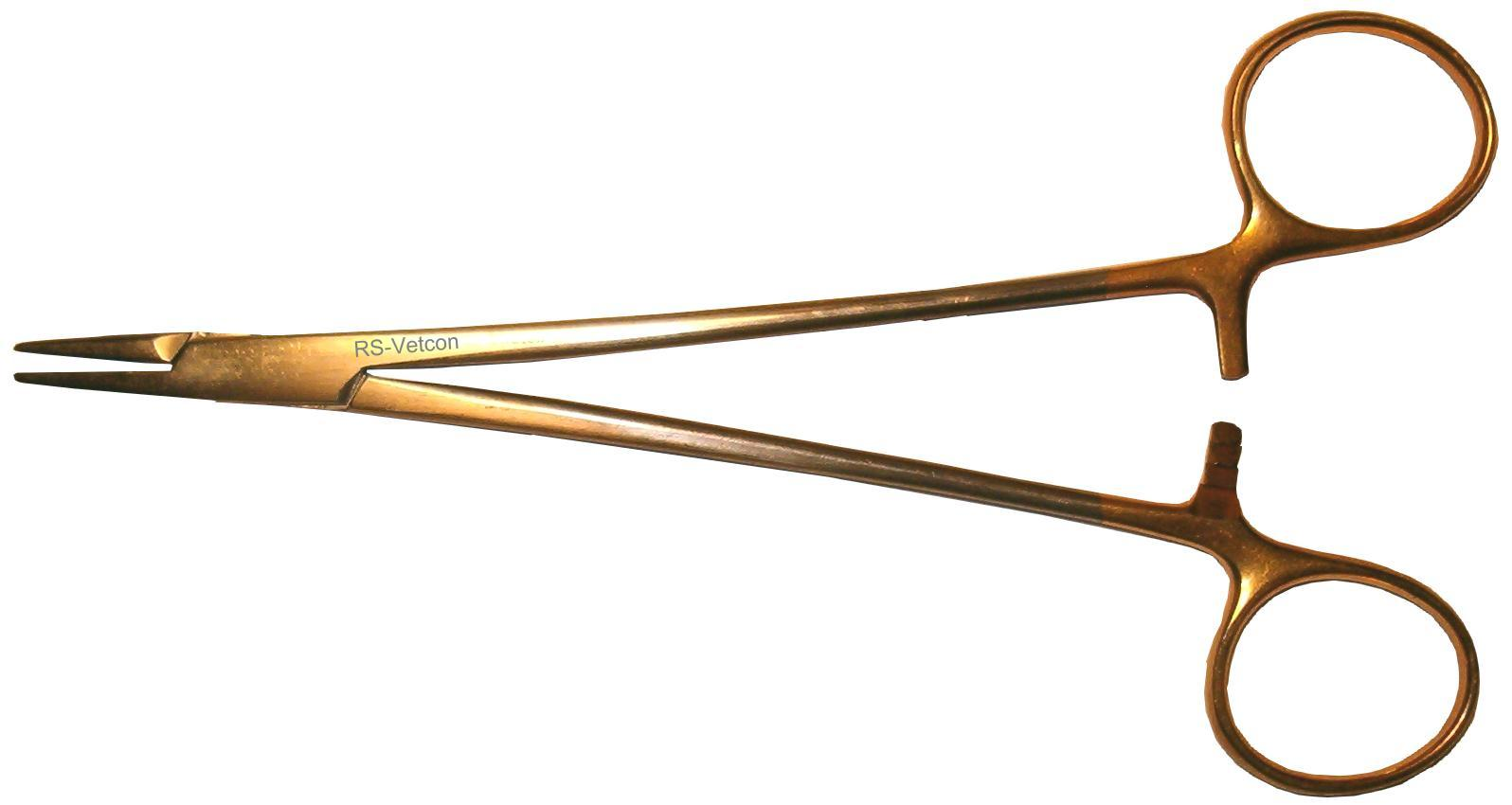
Un porta aguja.

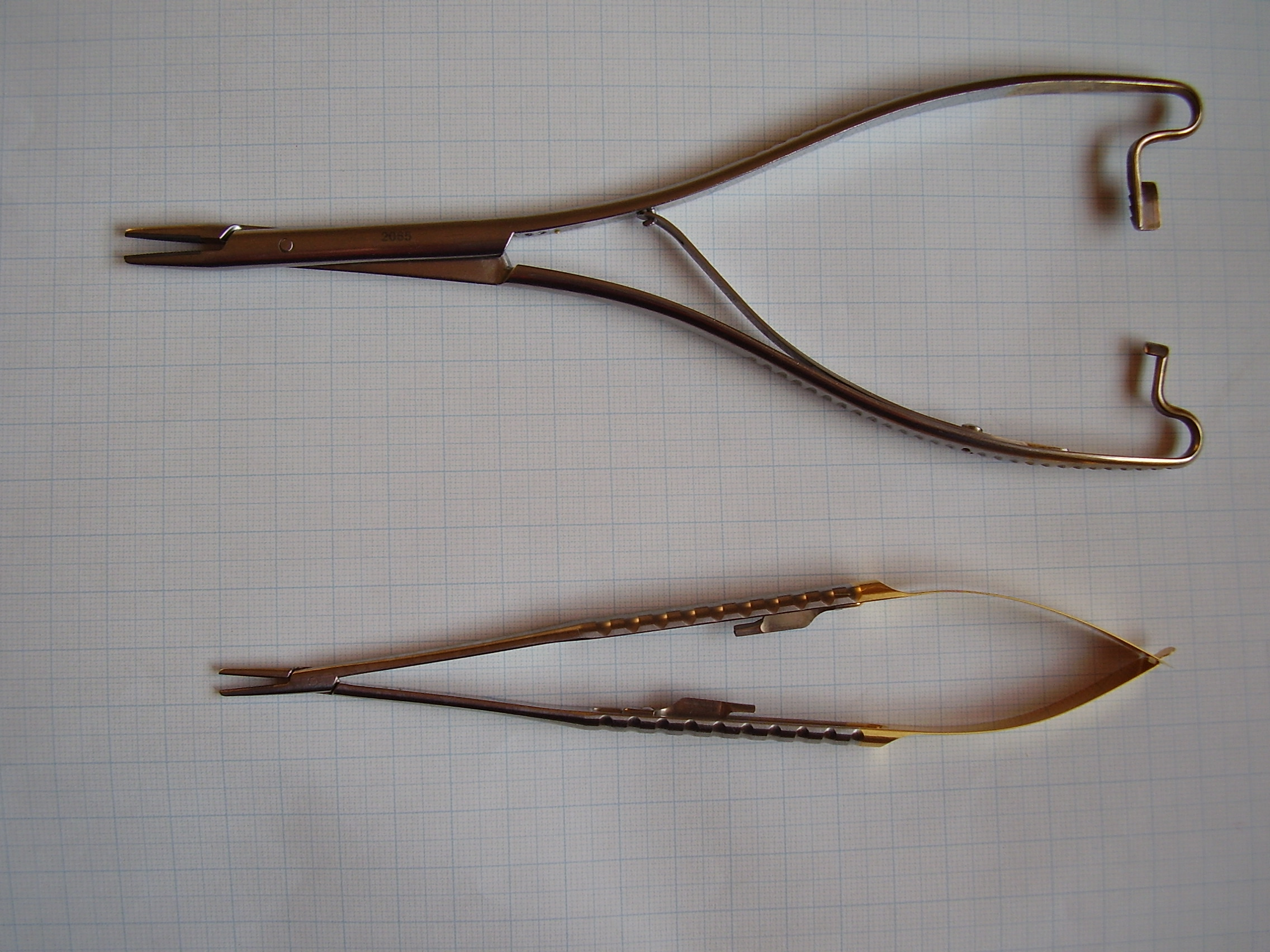
Dos porta agujas: un Mathieu arriba y un Castroviejo abajo.

Un porta aguja, también llamado impulsor de aguja, es un instrumento quirúrgico, similar a un hemóstato, utilizado por médicos y cirujanos para sostener una aguja de sutura para cerrar heridas durante la sutura y los procedimientos quirúrgicos.
Las partes de un portaagujas simple son las mandíbulas, la articulación y los mangos. La mayoría de los portaagujas también tienen un mecanismo de sujeción que bloquea la aguja en su lugar, lo que permite al usuario maniobrar la aguja a través de varios tejidos. Para mantener un agarre firme de la aguja, las mordazas a menudo son texturizadas y cortas en comparación con el vástago (lo que aumenta la fuerza aplicada siguiendo el principio de una palanca).
Un ejemplo es el porta aguja de Castroviejo, que se usa comúnmente en cirugía ocular y microcirugía.